# كنيسة القديس توما (القدس)
كنيسة القديس توما كنيسة تقع داخل أسوار البلدة القديمة لمدينة القدس، في حارة الأرمن وعلى مقربة من كاتدرائية القديس يعقوب. كان الصليبيون وقت احتلال القدس قد شيدوها على أنقاض مسجد قديم، فلما دخل صلاح الدين الأيوبي القدس حوله إلى جامع، ثم تهدم الجامع وبنى الألمان كنيسة في مكانه بالقرن التاسع عشر، وهي من أملاكهم إلى الآن.